# Hydroxyiminocyanessigsäureethylester
Hydroxyiminocyanessigsäureethylester (Oxyma) ist das Oxim des Cyanessigsäureethylesters und findet Verwendung als Additiv für Carbodiimide, wie z. B. Dicyclohexylcarbodiimid (DCC) bei der Peptidsynthese. Dabei fungiert es aufgrund seiner ausgeprägten Acidität (pKS 4,60) als Neutralisierungsreagens für die Basizität bzw. Nukleophilie des DCC und unterdrückt baseninduzierte Nebenreaktionen, insbesondere die Racemisierung. Strukturell eng verwandt ist das Cyanooximacetamid.

## Vorkommen und Darstellung
Ethyl-2-cyano-2-(hydroxyimino)acetat wird bei der Reaktion von Cyanessigsäureethylester und Salpetriger Säure (aus Natriumnitrit und Essigsäure) in 87%iger Ausbeute erhalten.
Wegen der Hydrolyseneigung des Esters sollte die Reaktion bei pH 4,5 durchgeführt werden, wobei das Produkt in gepufferter Phosphorsäure in praktisch quantitativer Ausbeute anfällt.
Die Verbindung kann durch Umkristallisieren aus Ethanol oder Ethylacetat gereinigt werden.
Im Vergleich zu den als Peptidverknüpfungsreagentien weit verbreiteten und als explosionsgefährlich geltenden Benzotriazol-Derivaten 1-Hydroxybenzotriazol (HOBt) und 1-Hydroxy-7-azabenzotriazol (HOAt) zeigt Hydroxyiminocyanessigsäure-ethylester eine wesentlich verlangsamte thermische Zersetzung beim Erhitzen.

## Eigenschaften
Ethyl-2-cyano-2-(hydroxyimino)acetat ist ein weißer Feststoff, der in vielen, bei der Synthese von Peptiden üblichen, Lösungsmitteln, wie z. B. Dichlormethan (DCM) oder Dimethylformamid (DMF), löslich ist. Die Verbindung zersetzt sich oberhalb des Schmelzpunktes bei 128 °C stark exotherm mit einer Zersetzungswärme von −979 J·g−1 bzw. −139,1 kJ·mol−1.
Als kristalline Substanz liegt die Verbindung als Oxim vor, während sie in anionischer Form als Salz oder in stark basischer Lösung überwiegend als tautomeres Nitrosoisomer existiert. Es sind zwei polymorphe Formen bekannt. Das Polymorph I kristallisiert in einem orthorhombischen Kristallgitter mit der Raumgruppe Pnma (Raumgruppen-Nr. 62) mit den Gitterparametern a = 7,997 Å; b = 6,512 Å und c = 13,622 Å sowie vier Formeleinheiten pro Elementarzelle. Das Polymorph II kristallisiert in einem monoklinem Kristallgitter mit der Raumgruppe P21/c (Raumgruppen-Nr. 14) mit den Gitterparametern a = 6,336 Å; b = 13,549 Å, c = 7,938 Å und β = 94,42 ° sowie vier Formeleinheiten pro Elementarzelle.

## Anwendungen
Aufgrund der einfachen präparativen Zugänglichkeit, des unkritischen Verhaltens bei Temperaturen unterhalb 80 °C und insbesondere wegen der hohen Ausbeuten und der geringen Racemisierung der erhaltenen Peptide hat Hydroxyiminocyanessigsäureethylester inzwischen eine weitere Verbreitung als Additiv bei Peptidsynthesen gefunden.
Hydroxyiminocyanessigsäureethylester kann als Kupplungsadditiv bei der konventionellen Peptidverknüpfung in Lösung wie bei der automatisierten Merrifield-Synthese an einem festen Trägerharz (engl. solid-phase peptide synthesis (SPPS)) zusammen mit Kopplungsreagenzien wie Carbodiimiden, z. B. Dicyclohexylcarbodiimid (DCC), Diisopropylcarbodiimid (DIC) oder auch dem wasserlöslichen 1-Ethyl-3-(3-dimethylaminopropyl)carbodiimid-Hydrochlorid (EDCI), eingesetzt werden.
So liefert die stufenweise Flüssigphasensynthese des Dipeptids Z-L-Phg-L-Val-OMe aus mit der Benzyloxycarbonyl-Gruppe (Z-Gruppe) N-geschütztem Z-L-α-Phenylglycin und L-Valinmethylester mit dem Kupplungsreagenz DIC und dem Additiv Hydroxyiminocyanessigsäureethylester eine Produktausbeute (LL-Dipeptid) von 81–84 %, das frei ist von racemischem DL-Dipeptid.
In jüngerer Zeit ist eine Vielzahl von Derivaten des Hydroxyiminocyanessigsäureethylesters (Oxyma) als Acylierungs-reagentien entwickelt worden, wie z. B. Fmoc-Oxyma zur Übertragung der Fluorenylmethoxycarbonyl-Schutzgruppe
oder dem als Dimethylmorpholin-uroniumsalz gut löslichen Kopplungsreagenz COMU, das wie Oxyma bezüglich Unterdrückung der Racemisierung und Acylierungseffizienz dem Standardadditiv HOBt überlegen und mit HOAt vergleichbar ist, ohne ein Explosionsrisiko wie die Benzotriazole darzustellen.
Selbst für die Verknüpfung von geschützten Aminosäuren zu Oligopeptiden in Wasser ist mit wasserlöslichen Derivaten des Hydroxyiminocyanessigsäureethylesters (Glyceroacetonid-Oxyma) als Additiv und DIC als Kopplungsreagenz in schwach basischer wässriger Lösung mit den Modellsubstanzen Z-L-Phg-OH und L-H-Pro-NH2
mit einer chemischen Ausbeute von 95 % und einem Diastereomerenüberschuss von > 99 % möglich.
Bei der Kopplung von Aminosäuren häufig auftretende Nebenreaktionen, wie z. B. Bildung symmetrischer Säureanhydride, Racemisierung und Epimerisierung oder Cyclisierung zu Oxazolinonen oder – insbesondere von Dipeptiden – zu 2,5-Diketopiperazinen, werden durch das Kopplungsadditiv Ethyl-2-cyano-2-(hydroxyimino)acetat weitgehend unterdrückt.